# Atherigona pedunculata
Atherigona pedunculata är en tvåvingeart som beskrevs av Fritz Isidore van Emden 1940. Atherigona pedunculata ingår i släktet Atherigona och familjen husflugor.
Artens utbredningsområde är Uganda. Inga underarter finns listade i Catalogue of Life.